# Ciurons cuinats
Els ciurons cuinats és un plat típic de Menorca. És un menjar fet a una olla on es couen amb carn, verdures i llegums. A la cuina de Menorca hi trobarem, explícits d'una manera minuciosa, senzilla i entenedora les millors receptes de l'illa de Menorca.

## Ingredients
- 2 pots de 350g de ciurons cuinats o 400g de ciurons secs
- Ceba
- All
- Pebre verd
- Tomàquet per sofregit
- Pastanagues
- Col
- Carn de vedella
- Botifarra
- Pernil salat
- Sal

## Elaboració
En cas que es prepari el plat amb ciurons secs, primer s'han de bullir amb un poc de sal fins que estiguin cuits. Dins una olla a part preparar un sofregit amb l'all, la ceba, el pebre verd i el tomàquet. Afegir la carn i el pernil. Quan tot estigui mesclat, s'han d'afegir també les verdures, tallades a trossets petits, i cobrir d'aigua. Escalfar-ho fins que bulli. Seguidament, deixar-ho coure a foc baix uns 20 minuts, afegir els ciurons i deixar-ho 10 minuts més.